# Karl-Heinz Kunde
Karl-Heinz Kunde (Keulen, 6 januari 1938 – 15 januari 2018) was een Duits wielrenner. Hij begon zijn wielercarrière in 1959 als amateur en hij was professioneel wielrenner van 1962 tot 1973.  
Zijn grootste succes boekte hij tijdens de Ronde van Frankrijk in 1966 toen hij vijf dagen lang de Gele trui droeg en in dezelfde Tour als 9e in het eindklassement eindigde. In totaal nam hij 6 maal deel aan de Ronde van Frankrijk en reed er vier uit. 
Kunde had verschillende bijnamen in de wielerwereld. Door zijn kleine lengte van 1,59 m en gewicht van circa 50 kg kreeg hij in het wielerpeloton de bijnaam de bergvlo en ook wel Karl der Kurze (Karel de Korte). De Franse Tour-verslaggevers noemden hem Le petit Künde en Le nain jaune. Zijn tegenstander Jacques Anquetil noemde hem schertsend Microbe.
Naast wegwielrennen was Kunde ook actief als veldrijder; hij werd in 1972 en 1973 tweede op het Duitse kampioenschap veldrijden.
In 1973 beëindigde hij zijn wielerloopbaan en opende hij in Keulen de "Profi-Shop Kunde", een wielersportwinkel.

## Belangrijkste overwinningen
1960
4e etappe Ronde van Oostenrijk
1961
 Duits kampioen op de weg, Amateurs
1963
 Duits klimkampioen, Elite
3e etappe Ronde van Luxemburg
1970
 Duits klimkampioen, Elite

## Resultaten in voornaamste wedstrijden
| Jaar | Ronde van Italië | Ronde van Frankrijk | Ronde van Spanje |
| ---- | ---------------- | ------------------- | ---------------- |
| 1964 |                  | 16e                 |                  |
| 1965 |                  | 11e                 | opgave           |
| 1966 |                  | 9e                  |                  |
| 1967 | opgave           | opgave              |                  |
| 1968 | 24e              | opgave              |                  |
| 1972 |                  | 20e                 |                  |
| 1973 |                  |                     |                  |

| Jaar | Milaan-San Remo | Parijs-Roubaix | Luik-Bast.‑Luik |  | WK op de weg |
| ---- | --------------- | -------------- | --------------- |  | ------------ |
| 1964 |                 |                |                 |  |              |
| 1965 |                 |                |                 |  | 5e           |
| 1966 |                 |                |                 |  |              |
| 1967 |                 |                |                 |  |              |
| 1968 |                 |                |                 |  | 13e          |
| 1972 |                 |                | 25e             |  |              |
| 1973 | 86e             | 19e            |                 |  |              |

## Ploegen
- 1962 –  Ruberg-Groene Leeuw
- 1962 –  Torpedo-Fichtel & Sachs
- 1962 –  Afri-Cola-Rabeneick
- 1962 –  Urago-Pestrin
- 1963 –  Peugeot-BP-Englebert
- 1964 –  Wiel's-Groene Leeuw
- 1964 –  Peugeot-BP-Englebert
- 1964 –  Bertin-Porter 39-Milremo
- 1964 –  Ruberg-Caltex
- 1965 –  Wiel's-Groene Leeuw
- 1965 –  Ruberg-Caltex
- 1966 –  Peugeot-BP-Michelin
- 1966 –  Torpedo
- 1967 –  Peugeot-BP-Michelin
- 1968 –  Batavus-Continental
- 1968 –  Kelvinator
- 1969 –  Eliolona
- 1969 –  Batavus-Continental-Alcina
- 1970 –  Batavus-Continental-Alcina
- 1971 –  Bika-Milupa
- 1972 –  Rokado
- 1973 –  Ha-Ro (tot 24-04)
- 1973 –  Rokado (vanaf 25-04)
- 1974 –  Rokado